# 雲南市立木次中学校
雲南市立木次中学校（うんなんしりつ きすきちゅうがっこう）は、島根県雲南市木次町にある公立中学校。

## 校区
- 校区は、木次小学校、斐伊小学校、寺領小学校、西日登小学校の通学区域となっている。

## 沿革
- 1975年（昭和50年）4月 木次町立木次・日登・温泉三中学校が統合して新市に校舎を新築。
- 1993年（平成5年）9月 コンピューター室完成。
- 1996年（平成8年）10月 部室棟竣工。
- 1999年（平成11年）10月 文部省指定教育総合推進地域事業研究発表会。
- 2000年 - 2002年（平成12年 - 14年） 文部科学省指定マルチメディア活用学校学校間連携推進事業。
- 2002年（平成14年）11月 少年の主張全国大会出場「青少年育成国民会議会長奨励賞」。
- 2003年（平成15年）2月 第62回全国教育美術展「文部科学省大臣奨励賞」。
- 2003年（平成15年）11月 武道場・屋内運動場整備竣工。
- 2003年 - 2004年（平成15年 - 16年） 文部科学省指定国語力向上モデル事業。
- 2004年（平成16年）11月1日 雲南市立木次中学校に改称。
- 2005年（平成17年）1月 文部科学省指定国語力向上モデル事業発表会。

## 生徒会
- 執行部
- 生活委員会
- 図書委員会
- 整備委員会
- 保健委員会
- 体育委員会
- 放送委員会
- 福祉委員会

## 部活動

### 運動部
- 男子野球部
- 女子ソフトボール部
- 男子バレーボール部
- 女子バレーボール部
- 女子テニス部 （雲南市には木次中のみ）
- 男子バスケットボール部
- 柔道部
- 剣道部

### 文化部
- 吹奏楽部
- 美術部
- 情報メディア部

## 校歌
- 作曲者 - 浦田健次郎
- 作詞者 - 栗間 久

校歌は3番まであり、木次中学校のホームページ で聞くことが出来る。

## その他
- 無人時はセコムの機械警備が作動している。
- ALSOK製の自動体外式除細動器が設置してある。